# Litomeces
Litomeces is een kevergeslacht uit de familie van de boktorren (Cerambycidae). De wetenschappelijke naam van het geslacht werd voor het eerst geldig gepubliceerd in 1870 door Murray.

## Soorten
Litomeces omvat de volgende soorten:
- Litomeces glabricollis (Murray, 1870)
- Litomeces gracilis (Jordan, 1894)
- Litomeces maculicollis (Schmidt, 1922)
- Litomeces splendidus (Chevrolat, 1858)
- Litomeces tenuis (Jordan, 1894)